# Coelogyninae
Coelogyninae – podplemię roślin z rodziny storczykowatych (Orchidaceae). Do podplemienia zaliczanych jest 22 rodzajów. Wszystkie rodzaje występują w Azji Południowo-Wschodniej, kilka z nich występuje tylko na niektórych wyspach Indonezji.

## Systematyka
Podplemię sklasyfikowane do plemienia Arethuseae z podrodziny epidendronowych (Epidendroideae) w rodzinie storczykowatych (Orchidaceae), rząd szparagowce (Asparagales) w obrębie roślin jednoliściennych.
Wykaz rodzajów
- Aglossorrhyncha Schltr.
- Bletilla Rchb.f.
- Bracisepalum J.J.Sm.
- Bulleyia Schltr.
- Chelonistele Pfitzer
- Coelogyne Lindl.
- Dendrochilum Blume
- Dickasonia L.O.Williams
- Dilochia Lindl.
- Entomophobia de Vogel
- Geesinkorchis de Vogel
- Glomera Blume
- Gynoglottis J.J.Sm.
- Ischnogyne Schltr.
- Nabaluia Ames
- Neogyna Rchb.f.
- Otochilus Lindl.
- Panisea (Lindl.) Lindl.
- Pholidota Lindl.
- Pleione D.Don
- Thunia Rchb.f.
- Thuniopsis L.Li, D.P.Ye & Shi J.Li